# Sugarloaf Township (comté de Columbia, Pennsylvanie)
Pour les articles homonymes, voir Sugarloaf Township.
Sugarloaf Township est un township, situé au nord-est du comté de Columbia, en Pennsylvanie, aux États-Unis,. En 2010, il comptait une population de 913 habitants.

## Démographie
Lors du recensement de 2010, le township comptait une population de 913 habitants. Elle est estimée, en 2018, à 903 habitants.

### Source de la traduction
- (en) Cet article est partiellement ou en totalité issu de l’article de Wikipédia en anglais intitulé « Sugarloaf Township, Columbia County, Pennsylvania » (voir la liste des auteurs).